# Outlaws (Lost)
Outlaws este al șaisprezecelea episod din primul sezon al serialului de televiziune american Lost. Epizodul îl are în prim plan pe Sawyer.

## Prezentare

### Amintiri
În copilărie, Sawyer a trăit o tragedie cumplită. Într-o seară, mama lui l-a ascuns sub patul din camera copiilor și i-a spus să rămână acolo, indiferent de ce se va întâmpla. Întins pe podea, el a auzit strigăte din spatele ușii, apoi un sunet puternic, ca de împușcătură. Se pare că tatăl său a împușcat-o pe mama sa, apoi a intrat în camera copiilor, unde s-a sinucis.
Anii au trecut, iar acum Sawyer este adult și are o relație cu o fată pe nume Cassidy. În timp ce se sărutau în camera lor de hotel, au descoperit că cineva se afla într-un colț întunecat al camerei. Persoana respectivă s-a dovedit a fi o cunoștință a lui Sawyer, pe nume Hibbs. După ce l-a împins pe Cassidy pe ușă, Sawyer s-a certat cu Hibbs, probabil amintindu-și de o ceartă anterioară dintre ei. Însă, discuția lor s-a întrerupt când Hibbs i-a spus că a găsit adevăratul Sawyer, care se află în prezent în Australia sub numele de Frank Duckett.
Sawyer a călătorit în Australia și și-a cumpărat ilegal un revolver, cu care a încercat să-l găsească pe Duckett. Acesta era un vânzător de creveți într-un restaurant pe roți, iar Sawyer a încercat să-l împuște într-o ambuscadă. Cu toate acestea, a ezitat și a plecat, îngrijorat de propria sa slăbiciune. În timp ce se afla la un bar, Sawyer l-a întâlnit pe Christian Shepard, tatăl lui Jack, și a început să discute cu el. În timpul conversației lor, Christian a spus o frază care a făcut o impresie puternică asupra lui Sawyer: "De aceea Red Sox nu va câștiga niciodată campionatul mondial." Această frază ilustrează imposibilitatea de a te împotrivi destinului. Christian a mărturisit că este mândru de fiul său, dar că este prea slab pentru a-l suna și a încerca să se împace cu el. Această conversație i-a dat lui Sawyer determinare și a hotărât să se întoarcă să-l găsească pe Duckett.
În cele din urmă, Sawyer l-a găsit pe Duckett și l-a împușcat într-o ambuscadă noaptea lângă tomberoane. În ultimele clipe ale lui Duckett, Sawyer i-a citit o scrisoare pe care o scrisesese în copilărie și pe care o adresase omului care distrusese familia sa. Cu toate acestea, din ultimele cuvinte ale lui Duckett, s-a dovedit că acesta nu avea nicio legătură cu adevăratul Sawyer, iar Hibbs îl manipulase pe Sawyer să se răzbune pe el pentru o datorie restantă. Astfel, Sawyer a realizat cu groază că a împușcat un om nevinovat.

### Evenimente
Sawyer este trezit în miezul nopții de un mistreț care a intrat în cortul său. Îl urmărește în pădure, dar mistrețul dispare în întuneric. Întorcându-se în tabără, Sawyer aude șoapte în pădure, la fel ca și Sayid mai devreme. Dimineața, își adună lucrurile care au fost răvășite în timpul atacului mistrețului. Kate îi returnează arma lui Jack și află că Sawyer mai are o armă. Ea se oferă voluntar să o recupereze. În peșteri, Claire îi spune lui Charlie că își amintește incet-incet de trecut.
Sawyer aude din nou voci în pădure și este atacat din nou de mistreț. În urma acestui incident, Sawyer decide să se răzbune și să-l găsească. Kate îl ajunge din urmă și îi oferă ajutorul ei în schimbul unei cărți albe. Ei instalează tabăra în pădure și își împărtășesc trecuturile reciproce prin jocul "Eu niciodată". Dimineața, își dau seama că mistrețul a fost din nou în tabără, dar a lăsat doar lucrurile lui Sawyer. Apoi, Locke apare și povestește o întâmplare din trecutul său despre un câine care a rămas în patul fetei care a murit.
În timp ce Hurley îi cere lui Sayid să vorbească cu Charlie, care a devenit nesociabil după moartea lui Ethan, Charlie îi spune că nu se simte vinovat pentru uciderea lui. Sayid îi mărturisește că și el a avut dificultăți după ce a ucis pentru prima dată, dar a reușit să se împace cu asta cu timpul.
Între timp, Kate și Sawyer găsesc un pui de mistreț, dar Sawyer devine violent cu el pentru a atrage mistrețul adult. Kate îl forțează să lase animalul și pleacă. În cele din urmă, Sawyer se confruntă cu mistrețul adult, dar își reamintește de un moment din trecutul său și decide să nu-l ucidă. Kate vede totul și îi înmânează arma lui Jack la întoarcere. Jack îl întreabă ce a primit Sawyer în schimb, iar el răspunde că nu era nimic valoros. În timp ce Jack taie lemne, el folosește o frază specifică tatălui său, care îi face pe cei din jur să își dea seama că Sawyer l-a cunoscut pe tatăl lui Jack în trecut.